# كوزو أوكاموتو
كوزو أوكاموتو (Kōzō Okamoto) (岡本 公三) (من مواليد 7 ديسمبر 1947) الملقب بـ"أحمد الياباني" وهو مناضل ياباني انضم إلى صفوف الجيش الأحمر الياباني، وقاتل دافعا عن القضية الفلسطينية. خلال اقامته في لبنان، أشهر إسلامه، وكان واحدا من منفذي أشهر عملية لفتت أنظار العالم وهي عملية مطار اللد، وألهم المقاومة بفكرة العمليات الفدائية ضد إسرائيل، إلا انه اعتقل في وقتا لاحقا في لبنان. ثم مُنِح اللجوء السياسي، واشترط عليه ألا يمارس أي نشاط سياسي وألا يظهر على وسائل الإعلام.

## النشأة والحياة الشخصية
ولد كوزو أوكاموتو في 7 ديسمبر 1947 في مدينة كوماموتو جنوبي اليابان. وهو من أسرة تنتمي للطبقة المتوسطة، وله 6 إخوة وأخوات، وهو أصغرهم. درس علم النبات وتعلم اللغة الإنكليزية والعبرية والعربية والصينية والروسية. أقام "المقاوم الياباني" في البقاع شرق لبنان، وتزوج خلال إقامته من ابنة فوساكو شيغينوبو مؤسسة الجيش الأحمر.

## النشاط السياسي
انضم أوكاموتو في بداية شبابه عام 1966 إلى الجيش الأحمر الياباني وبدأ بالمشاركة في عملياته، وكان لهذا التنظيم فرع يهتم بالقضية الفلسطينية، وبدأ يتواصل عبر قائدته فوساكو شيغينوبو مع الجبهة الشعبية لتحرير فلسطين من خلال وديع حداد وغسان كنفاني، ثم اضطرت قيادته وبعض أعضائه لمغادرة اليابان والإقامة في لبنان في فبراير/شباط 1971.

### عملية مطار اللد
في 30 أيار 1972، وصل كلٌّ من كوزو أوكاموتو وياسويوكي ياسودا وأوكودايرا تسويوشي إلى مطار اللّد (بن غوريون) في تل ابيب عن طريق الطيران الجوي الفرنسي قادمين من روما. وبعد النزول من الطائرة ذهب الثلاثة إلى منطقة الأمتعة للمطالبة باسترداد أمتعتهم، وأخذوا اسلحة رشاشة كانت معبأة داخل حقائب السفر، وشرعوا في فتح النار على الركاب الآخرين في منطقة الأمتعة.وكان الهجوم عملية مشتركة بينهم وبين الجبهة الشعبية لتحرير فلسطين التي كانت وراء هذه الفكرة ردا على مساعدة اليابان بشن هجمات على الفلسطينيين، ونتج عنها قتل 26 شخصا وجرح 71 آخرين. وقتل ياسويوكي ياسودا في الهجوم عندما نفدت ذخيرته. أما تسويوشي أوكودايرا انتحر بقنبلة يدوية. وأصيب كوزو أوكاموتو بجروح ثم اعتُقل عندما حاول الفرار من المحطة. وأصبح هذا الهجوم معروفا باسم مذبحة مطار اللد. وكان الضحايا معظمهم من المسيحيين. كان واحدا من الضحايا الإسرائيليين أهارون كاتسير وهو الشقيق الأصغر لإفرايم كاتسير الذي أصبح الرئيس الرابع لاسرائيل.

## المحاكمة واطلاق السراح

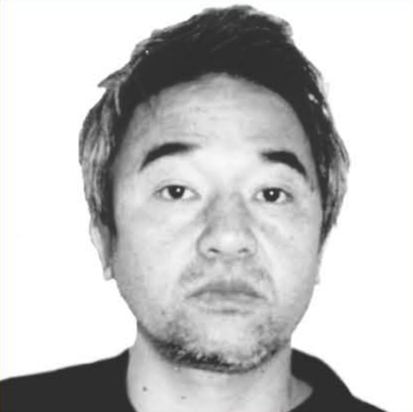
كوزو أوكاموتو، 1997

وجَّهت الحكومة الإسرائيلية الاتهام إلى أوكاموتو بموجب أنظمة طوارئ الدفاع، التي أنشئتها سلطات الانتداب البريطاني في عام 1945 وطبقتها على المقاتلين الإسرائيليين والعرب. وعين له المحكمة المحامي كريستمان ماكس المولود في شيكاغو المدرب في بريطانيا ولديه خبرة في الدفاع عن المتهمين الإسرائيليين بموجب أنظمة الطوارئ قبل عام 1948. وقد فوض أوكاموتو المحامي لتخليصه من حكم الإعدام وفي 23 يوليو 1973 حكم على كوزو أوكاموتو بالسجن مدى الحياة في إسرائيل. وقد قامت الجبهة الشعبية وعناصر الجيش الأحمر الياباني بخطف طائرة يابانية تابعة للخطوط الجوية وطالبوا بالإفراج عن أوكاموتو في مقابل الإفراج عن الرهائن على متن الطائرة. وأطلق سراح أوكاموتو في عام 1985 بعد 13 عاما، وذلك كجزء من عملية تبادل للأسرى مع الفصائل الفلسطينية سميت اتفاقية جبريل (عملية الجليل). وبعد خروجه من السجن في إسرائيل انتقل كوزو أوكاموتو إلى ليبيا ثم سوريا وأخيرا إلى لبنان حيث لم شملهم مع غيره من أعضاء الجيش الأحمر الياباني.

## نقله إلى لبنان
في 15 فبراير 1997، اعتقل لبنان خمسة من أعضاء الجيش الأحمر هارو واكو، ماساو أداتشي، ماريكو ياماموتو، توراكازو أوكاموتو وكوزو لاستخدامهم جوازات سفر مزورة وانتهاء تأشيرة دخولهم. وحكم عليهم بالسجن ثلاث سنوات. وقد اصدرالحكمة القاضي سهيل عبد سامز في 31 يوليو 1997. وبعد ان انتهت مدة السجن، رحَّل لبنان أربعة من أعضاء الجيش الأحمر الياباني إلى الأردن ومن عمان إلى اليابان عبر الطائرة وقد منحت الحكومة اللبنانية حق اللجوء السياسي لأوكاموتو كوزو لأنه وفقا للحكومة اللبنانية انه قد شارك في عمليات المقاومة ضد إسرائيل، وتعرض للتعذيب في السجون الإسرائيلية. لايزال كوزو أوكاموتو مطلوبا، حيث طلبت الحكومة اليابانية من السلطات اللبنانية بتسليمه إليها، إذ تقدمت عام 2020 بطلب رسمي بذلك.
منح كوزو اللجوء السياسي في بلد لا يعترف بهذا الحق، واشترط عليه ألا يمارس أي نشاط سياسي وألا يظهر على وسائل الإعلام، ويعيش رفقة زوجته مي شيغنوبو وولديهما.